# Тарантули
Тарантулите , известни още като паяци птицеяди (Theraphosidae), са семейство паяци включващо около 900 вида. 

## Размери и физически особености
В зависимост от вида, размерът на тялото им варира от 2,5 до 10 cm, а разкрачът на краката - от 8 до 30 cm. Най-големите видове тарантули могат да тежат над 85 грама. Най-големият от всички видове е Theraphosa blondi от Венецуела и Бразилия с тегло от 150 грама и разкрач на краката до 30 cm.

## Разпространение и местообитание
Тарантулите са разпространени почти по цялото земно кълбо. Те могат да бъдат открити в диво състояние в западната част на Северна Америка, в Централна и в цяла Южна Америка, дори до южните части на Чили и Аржентина. Срещат се и в цяла Африка, големи части от Азия и по цялата територия на Австралия. В Европа има някои видове в Испания, Португалия, Турция, Италия, и Кипър.

## Отровност на тарантулите
Повечето тарантули са безвредни за хората, а някои видове са популярни в търговията с екзотични домашни любимци. Всички тарантули са отровни, но само някои от видовете притежават достатъчно силна отрова за да доведат до много голям дискомфорт (мускулни крампи) в продължение на няколко дни. Най-големите тарантули могат да убиват големи животни, като гущери, мишки, птици и малки змии.

## Класификация
Семейство Тарантули
- Подсемейство Acanthopelminae F.O.P-Cambridge, 1897
  - Род Acanthopelma F.O.P-Cambridge, 1897
- Подсемейство Aviculariinae
  - Род Avicularia Lamarck, 1818
  - Род Ephebopus
  - Род Iridopelma
  - Род Pachistopelma
  - Род Tapinauchenius
- Подсемейство Eumenophorinae
  - Род Anoploscelus
  - Род Batesiella
  - Род Citharischius
  - Род Encyocrates
  - Род Eumenophorus
  - Род Hysterocrates
  - Род Loxomphalia
  - Род Loxoptygus
  - Род Monocentropus
  - Род Myostola
  - Род Phoneyusa
- Подсемейство Harpactirinae
  - Род Augacephalus
  - Род Bacillochilus
  - Род Ceratogyrus
  - Род Eucratoscelus
  - Род Harpactira
  - Род Harpactirella
  - Род Idiothele
  - Род Pterinochilus
  - Род Trichognathella
- Подсемейство Ischnocolinae Simon, 1872
  - Род Catumiri
  - Род Chaetopelma
  - Род Hemiercus
  - Род Heterothele
  - Род Holothele
  - Род Ischnocolus
  - Род Nesiergus
  - Род Oligoxystre
  - Род Plesiophrictus
  - Род Sickius
- Подсемейство Ornithoctoninae
  - Род Citharognathus
  - Род Cyriopagopus
  - Род Haplopelma
  - Род Lampropelma
  - Род Ornithoctonus
  - Род Phormingochilus
- Подсемейство Poecilotheriinae
  - Род Poecilotheria
- Подсемейство Selenocosmiinae Simon, 1892
  - Род Chilobrachys
  - Род Coremiocnemis
  - Род Haplocosmia
  - Род Lyrognathus
  - Род Orphnaecus
  - Род Phlogiellus
  - Род Psednocnemis
  - Род Selenocosmia
  - Род Selenotholus
  - Род Selenotypus
- Подсемейство Selenogyrinae
  - Род Annandaliella
  - Род Euphrictus
  - Род Selenogyrus
- Подсемейство Spelopelminae
  - Род Spelopelma
- Подсемейство Stromatopelminae
  - Род Encyocratella
  - Род Heteroscodra
  - Род Stromatopelma
- Подсемейство Theraphosinae
  - Род Acanthoscurria
  - Род Agnostopelma
  - Род Aphonopelma
  - Род Централноамерикански паяци птицеяди (Brachypelma)[1]
  - Род Bonnetina
  - Род Cardiopelma
  - Род Catanduba
  - Род Chromatopelma
  - Род Citharacanthus
  - Род Clavopelma
  - Род Crassicrus
  - Род Cyclosternum
  - Род Cyriocosmus
  - Род Cyrtopholis
  - Род Euathlus
  - Род Eupalaestrus
  - Род Grammostola
  - Род Hapalopus
  - Род Hapalotremus
  - Род Hemirrhagus Simon, 1903
  - Род Homoeomma
  - Род Lasiodora
  - Род Lasiodorides
  - Род Magulla
  - Род Maraca
  - Род Megaphobema
  - Род Melloleitaoina
  - Род Metriopelma
  - Род Neostenotarsus
  - Род Nesipelma
  - Род Nhandu
  - Род Ozopactus
  - Род Pamphobeteus
  - Род Paraphysa
  - Род Phormictopus
  - Род Plesiopelma
  - Род Pseudhapalopus
  - Род Pterinopelma
  - Род Reversopelma
  - Род Schismatothele
  - Род Schizopelma
  - Род Sericopelma
  - Род Sphaerobothria
  - Род Stichoplastoris
  - Род Theraphosa
  - Род Thrixopelma
  - Род Tmesiphantes
  - Род Vitalius
  - Род Xenesthis
- Подсемейство Thrigmopoeinae
  - Род Haploclastus
  - Род Thrigmopoeus